# Росио Дуркаль
Роси́о Ду́ркаль (исп. Rocío Dúrcal), наст. имя — Мари́я де лос А́нхелес де лас Э́рас О́ртис (Maria de los Ángeles de las Heras Ortiz; 4 октября 1944[…], Мадрид — 25 марта 2006, Торрелодонес, Мадрид) — испанская певица и актриса, которая обладала одним из пяти лучших голосов Испании. На протяжении всей своей карьеры продала более 100 миллионов пластинок по всему миру.

## Биография
Росио Дуркаль родилась в небогатой семье, живущей в рабочем районе Куатро Каминос в Мадриде. Отец Томас де лас Эрас, мать Мария Ортис. Она была старшей из шести детей, и как самой старшей ей приходилось помогать матери с работой по дому и возиться с младшими братьями и сестрами. Иногда она даже пропускала школу. Ещё с начальной школы Мариэтта (так её называли дома) увлекалась пением и мечтала стать актрисой, но скрывала свою мечту от всех. Первый раз она выступила перед собственными одноклассниками, которые попросили её спеть.
Родители девочки гордились её талантом, но не думали, что профессия певицы способна прокормить семью, и поэтому Росио после школы пошла в ученики к парикмахеру. Самым преданным фанатом девочки был её дедушка, который всячески поддерживал стремление внучки участвовать в разных конкурсах и фестивалях. В 1959 году Росио приняла участие в телевизионном конкурсе талантов, и все, кто видел её выступление, были поражены красотой и голосом 15-летней участницы. Луис Санс, продюсер, который открыл немало известных исполнителей, поговорил с родителями девушки и убедил их дать согласие на карьеру певицы, тем более что Росио имела все шансы стать звездой.
Среди фильмов Росио — «Странное чувство».